# Hans Pfisterer (Theologe)
Hans Pfisterer (* 1. Februar 1947 in Heidelberg; † 6. Oktober 2021 in Frankfurt am Main) war ein evangelischer Theologe, Kirchenhistoriker und Prälat i. R. der Evangelischen Landeskirche in Baden.

## Leben und Wirken
Hans Pfisterer studierte an der Ruprecht-Karls-Universität Heidelberg sowie in Wien und Zürich evangelische Theologie. Mit der Dissertation: Carl Ullmann (1796–1865), sein Weg zur Vermittlungstheologie wurde er zum Dr. theol. promoviert. Nach seinem Vikartariat in Offenburg und Friedrichstal erfolgte die Ordination 1977. Der ersten Pfarrstelle in Stutensee-Friedrichstal folgte 1985 der Ruf als Schuldekan und 1991 die Ernennung zum Dekan des Kirchenbezirks Lörrach.
Bei der Wahl des Landesbischofs der Evangelischen Landeskirche in Baden 1997 unterlag er Ulrich Fischer knapp. 1999 wurde er als Dozent für Predigtlehre an das Petersstift in Heidelberg und gleichzeitig zum Gemeindepfarrer die Berggemeinde Heidelberg-Schlierbach berufen.
Zum 1. Januar 2006 trat er als Nachfolger von Helmut Barié das Prälatenamt für den Kirchenkreis Südbaden an. Im Oktober 2011 gab er sein Prälatenamt an Pfarrerin Dagmar Zobel weiter.